# Dark Souls III
Dark Souls III (ダークソウルIII?, Dāku Souru Surī) è un videogioco di ruolo d'azione a tema dark fantasy del 2016 sviluppato (e pubblicato in Giappone) da FromSoftware, pubblicato da Bandai Namco Entertainment per PlayStation 4, Xbox One e Microsoft Windows e distribuito da PlayStation Store, Xbox Live e Steam. Quarto titolo della serie Souls, è il terzo, nonché finale, capitolo della trilogia Dark Souls. È stato un successo sia di critica - che lo ha acclamato come una degna conclusione della serie - che commerciale, divenendo il titolo più velocemente venduto nella storia di Bandai Namco, con oltre 3 milioni di copie vendute nei primi due mesi e oltre 10 milioni al 2020.

## Trama
Nel regno di Lothric, dove convergono tutte le terre del mondo, il rintocco di una campana segnala che la Prima Fiamma che tiene in vita l'Era del Fuoco si sta estinguendo. Come già accaduto numerose volte in passato, l'avvicinarsi dell'Era dell'Oscurità provoca la comparsa dei non morti, esseri maledetti che sorgono dopo la morte. L'Era del Fuoco può essere prolungata vincolando la fiamma, un rituale nel quale grandi signori ed eroi sacrificano le proprie anime per alimentare il fuoco ed evitare che si spenga. Tuttavia il Principe Lothric, il prescelto che si sarebbe dovuto vincolare, ha preferito abbandonare il suo ruolo e lasciare che la fiamma si spegnesse. Questa campana rappresenta l'ultima speranza per l'Era del Fuoco e ha riportato in vita tutti i precedenti Signori dei Tizzoni, coloro che hanno vincolato la fiamma nelle epoche precedenti, perché siano loro a sacrificarsi ancora una volta, ma tutti hanno rifiutato eccetto uno.
Il protagonista è una Creatura della Cenere, un non morto che ha fallito nel diventare un Signore dei Tizzoni ed viene pertanto chiamato Fiamma Sopita. Ha il compito di vincolare il fuoco riportando sui loro rispettivi troni dell'Altare del Vincolo i tizzoni di tutti i precedenti Signori che si sono rifiutati di bruciare. Essi sono: i Guardiani dell'Abisso, una legione di guerrieri non morti che hanno giurato sul sangue di lupo, che ha legato insieme tutte le loro anime, di combattere la diffusione dell'Abisso, ma sono ormai bloccati in una lotta intestina da quando alcuni di essi sono stati corrotti dall'Abisso stesso; Yhorm, il Gigante, discendente di un conquistatore che scelse di sacrificarsi per proteggere le persone che gli avevano chiesto di regnare; Aldrich, divenuto Signore dei Tizzoni a causa della sua potenza, ottenuta divorando un innumerevole quantità di umani e ora intenzionato a divorare gli dei e portare l'Età delle Profondità. Infine Lothric stesso, generato appositamente per vincolare il fuoco, il più grande desiderio della famiglia reale del regno anche a costo di pratiche orribili, ma che scelse invece di rifiutare il proprio destino.
Una volta che la Creatura della Cenere ha riportato i tizzoni di Lothric e di tutti gli altri Signori sui rispettivi troni, si dirige alle rovine di quella che un tempo era la Fornace della Prima Fiamma. Lì, affronta l'Anima di tizzoni, un essere generato dall'unione delle anime di tutti i Signori che hanno vincolato la Prima Fiamma nella lunga Era del Fuoco. Sconfitta anche quest'ultima linea di difesa, sono aperti quattro finali in base alle scelte del giocatore. È possibile tentare di vincolare la fiamma, evocare la Guardiana del Fuoco affinché la spenga e apra l'Età dell'Oscurità, per poi ucciderla oppure prendere la fiamma per sé e divenire Signore dei Vacui.

### Le Ceneri di Ariandel
La prima espansione introduce una nuova area di gioco, il Mondo Dipinto di Ariandel. Giunta nelle Cattedrale delle Profondità, la Creatura della Cenere si imbatte in un cavaliere schiavo, Gael, che la implora di entrare nel mondo dipinto e compiere la profezia che avrebbe portato "fuoco per Ariandel". Lungo la strada, i vari abitanti del mondo pregano quindi il protagonista di compiere la profezia e bruciare il mondo, piuttosto che lasciarlo vivere nel marcio. In particolare, una giovane pittrice gli racconta di come "zio Gael" le abbia promesso di procurarle i pigmenti per dipingere un nuovo mondo. La decisione del protagonista di proseguire viene accolta con freddezza da Sorella Friede, l'autoproclamata "guardiana" del mondo, che alla fine lo affronta insieme a colui che avrebbe dovuto bruciare il mondo, Padre Ariandel. Al termine dello scontro, Ariandel viene finalmente bruciato. La pittrice ringrazia il giocatore per averle mostrato la fiamma e attende il ritorno di Gael con l'unico colore rimasto del quale hanno bisogno: il nero, estraibile solo ed esclusivamente dall'Anima Oscura.

### La Città ad Anelli
Nella seconda e ultima espansione, la Creatura della Cenere inizia il suo viaggio attraverso una zona chiamata "Il cumulo di rifiuti", dove, verso la fine dell'Età del Fuoco, numerosi regni di epoche diverse si sono accatastati l'uno sull'altro. Lì, si imbatte nello smemorato cavaliere Lapp, che non ricorda il suo passato, e viene guidato dai vari messaggi lasciati da Gael. Dopo aver attraversato i rimasugli del Picco Terrestre, apparso in Dark Souls II, si scontra con l'ultimo demone rimasto in vita, il Principe demone, alla base di un arcialbero che contiene ciò che rimane del Santuario del Legame del Fuoco apparso nel primo Dark Souls. Vittorioso, il giocatore raggiunge la Città ad Anelli, un'antica città di Pigmei, gli antenati degli esseri umani, ormai corrotta dall'Abisso. Sconfitto anche Mezzaluce, guardiano della Chiesa di Filianore, il giocatore risveglia Filianore, figlia di Lord Gwyn affidata dormiente alla Città ad Anelli come segno di pace tra Gwyn e i Signori dei Pigmei. Svegliandola, si ritrova trasportato in un'immensa distesa di cenere, alla fine dei tempi, dove si imbatte in Gael. Questi è ormai impazzito e ha iniziato a uccidere tutti i Signori dei Pigmei per cibarsi del loro sangue e ottenere l'Anima Oscura. Finalmente, il protagonista riesce a ucciderlo e a ottenere il Sangue dell'Anima Oscura, che poi consegna alla pittrice, che lo userà per dipingere un nuovo mondo dipinto.

## Modalità di gioco
Il gameplay di Dark Souls III riprende a pieno quello dei precedenti capitoli, ampliandolo e rivisitandolo in alcuni punti.

### Abilità e magie
È possibile utilizzare varie abilità e/o magie riscattabili  trovandole in giro o con le anime (valuta principale di gioco) dei nemici, dei cadaveri abbandonati o reperibili in alcuni punti per potenziare le proprie armi.
Le abilità sono divise per tipo di arma, ma alcune armi possiedono abilità uniche. I punti armonizzazione servono per utilizzare ogni sorta di magia e abilità e le fiaschette d'estus cinereo permettono di rigenerarli.
Le braci permettono al protagonista di riottenere potere e vitalità; nello stato di brace, la vitalità (PV) aumenta fino alla morte. Oltre alle armi, anche gli scudi - a loro volta utilizzabili come armi per attaccare - possiedono abilità.
Il fabbro all'Altare del Vincolo, oltre a rinforzare le armi, gli archi e gli scudi, potrà infondere soltanto le armi da mischia con oggetti speciali e carboni nascosti trovabili all'interno delle aree di gioco.

### Falò
I falò stabiliscono un punto di controllo e, quando il protagonista vi si riposa accanto, può teletrasportarsi in altre aree dove ha acceso un altro falò, ripristinare la vitalità, il potere, l'energia ed eventuali oggetti perduti o utilizzati, armonizzare un incantesimo e bruciare schegge d'osso di non morto.
Se il protagonista abbatte dei nemici e si riposa davanti a un falò, i nemici resuscitano e attaccano nuovamente il protagonista.
Il protagonista può scegliere di consumare tutte le anime che ha raccolto per ritornare a un falò da qualsiasi punto di qualsiasi località.

### Multigiocatore
Al multiplayer sono stati aggiunti nuovi patti appositi per il PVP, mentre la cooperativa funziona esattamente come nei precedenti capitoli della serie.

## Boss
Nel gioco sono presenti 19 boss, di cui 6 sono opzionali, quindi non necessari per finire il gioco, ma per accedere a oggetti particolari o a zone segrete. 
- Gundyr, il Giudice: primo boss del gioco, si trova alla fine del Cimitero della Cenere. Inizialmente attacca con una grossa alabarda, poi, raggiunti metà dei suoi punti vita, farà uscire della corruzione oscura dal suo corpo, con cui aggiunge nuovi attacchi.
- Vordt della Valle Boreale: primo boss delle Mura del Castello di Lothric, è un quadrupede corazzato e armato di mazza, che combatte con il potere del congelamento. Si possono evocare il Maestro spadaccino (se lo si ha sconfitto all'Altare del Vincolo) e Albert il Cavaliere del Leone.
- Granbosco, la foresta maledetta: boss opzionale dell'Insediamento dei Non Morti, è un albero corrotto gigantesco, e bisogna distruggere le pustole presenti sul suo corpo per batterlo. Quando arriverà a metà vita, farà crollare il pavimento dell'arena, precipitando con il giocatore in una caverna sotterranea. Sconfiggendolo si ottiene la Fornace del Trasferimento, con la quale Ludleth portà fabbricare per il giocatore l'equipaggiamento dei boss.
- Saggio di Cristallo: boss della Strada dei Sacrifici che blocca l'accesso alla Cattedrale delle Profondità. Si tratta di uno stregone che usa magie di cristallo e si teletrasporta, e nella seconda fase creerà delle copie di sè. Si può evocare Eygon di Carim prima dello scontro.
- Diaconi delle Profondità: boss della Cattedrale delle Profondità. All'inizio ci saranno una moltitudine di diaconi, e bisognerà uccidere quelli avvolti da una fiamma rossa. A metà vita arriverà l'Arcidiacono Royce, il vero boss, sconfitto il quale spariranno anche tutti gli altri. Si possono avocar Anri di Astora, Horace il Muto e, se si decide di affrontare la sua quest, Sirris dei Regni della Penombra.
- Guardiani dell'Abisso: boss del Forte di Farron e uno dei Signori dei Tizzoni. Si tratta di un ordine di cavalieri che, ispirati dalle gesta di Artorias, decisero di combattere l'oscurità, ma quando questa corruppe alcuni membri, iniziarono ad uccidersi a vicenda. All'inizio si alzeranno un paio di Guardiani alla volta, ma, dopo aver raggiunto metà della vita, le loro anime si uniranno in uno solo, che otterrà il potere del fuoco. Si possono evocare Sirris dei Regni della Penombra, Gotthard la Mano Nera, l'Ombra tenue di Londor (se si ha almeno un Segno Oscuro) e Heysel il Dito Giallo.
- Wolnir, il Signore Supremo: boss delle Catacombe di Carthus, è uno scheletro gigantesco che combatte strisciando, infatti si dovranno colpire i suoi bracciali per poterlo sconfiggere.
- Vecchio Re Demone: boss del Lago Ardente, zona segreta accessibile dalle Catacombe di Carthus. Questo mostro attacca con la sua grande mazza e con magie del Caos, e si possono evocare Cuculus della Grande Palude e Tsorig l'Ammazzacavalieri.
- Sulyvahn, il Gran Sacerdote: boss di Irithyll della Valle Boreale, proveniente dal Mondo Dipinto di Ariandel. Si tratta di un boss con due spadoni (uno di fuoco, l'altro oscuro) che, giunto a metà vita, creerà un'ombra di sé, la quale anticiperà leggermente le sue mosse. Si possono evocare Anri di Astora, Gotthard della Mano Nera e l'Ombra tenue di Londor (se si hanno almeno 5 Segno Oscuri).
- Aldrich, il Divoratore degli Dei: boss di Anor Londo e uno dei Signori dei Tizzoni. Aldrich era un ex chierico cannibale, al quale Sulyvahn ha offerto in pasto l'antico dio Gwyndolin, del quale usa il corpo per combattere. Il boss attacca con la sua alabarda, con magie di fuoco e oscurità e con l'Arco della Luna.
- Yhorm il Gigante: boss della Capitale Profanata e uno dei Signori dei Tizzoni. Si tratta un gigante con una grossa mannaia e uno scudo a torre, e va affrontato con lo spadone Signore delle Tempeste presente nell'arena. Se si è portata avanti la sua quest, Siegward di Catarina apparirà durante il filmato iniziale per aiutare il giocatore.
- Danzatrice della Valle Boreale: secondo boss delle Mura del Castello di Lothric, può essere affrontata anche a inizio gioco, uccidendo l'Alta Sacerdotessa Emma. Il boss combatte con due spade ricurve (una di fuoco e l'altra oscura, come il suo padrone Sulyvahn) e nella seconda fase effettua delle combo rapidissime e quasi inevitabili.
- Oceiros, il Re Consumato: boss del Giardino del Re Consumato, questa creatura draconica è l'ex re di Lothric, impazzito dopo aver ottenuto la stessa "illuminazione" di Seath il Senzascaglie e Logan Grancappello. Nella prima fase attacca con il suo bastone e alcune magie di cristallo, mentre nella seconda combatte a quattro zampe ed i suoi attacchi diventano più bestiali. Si può evocare Hawkwood il disertore in proprio aiuto.
- Gundyr, il Campione: boss delle Tombe Dimenticate, zona segreta accessibile dal Giardino del Re Consumato. Si tratta di una versione passata del boss iniziale, infatti non emette corruzione oscura, ma si potenzia aumentando la velocità e la complessità delle sue combo, e si può evocare in proprio aiuto il Maestro spadaccino.
- Antica Viverna: primo boss della Vetta dell'Arcidrago, zona segreta raggiungibile dalla Prigione di Irithyll, è una colossale viverna bianca che subisce pochissimi danni; infatti bisogna salire le rovine e lanciarsi con un attacco in salto sulla testa del boss, che morirà con un colpo solo.
- Signore delle Tempeste e Re senza Nome: secondo boss della Vetta dell'Arcidrago. Inizialmente si combatte la sua cavalcatura, un incrocio tra un uccello e una viverna. Una volta sconfitto, dalla sua groppa scenderà il Re senza Nome, primogenito di Lord Gwyn, ripudiato ed esiliato dagli altri dei per aver scelto di allearsi con gli antichi draghi.
- Armatura dell'Ammazzadraghi: primo boss del Castello di Lothric, si tratta di un'armatura simile a quella di Ornstein, ma più grossa e armata di ascia pesante e scudo, e animata dalle Farfalle pellegrine che infestano i cieli del Castello di Lothric. Si possono evocare Sirris dei Regni della Penombra ed Eygon di Carim prima dello scontro.
- Lorian, principe primogenito e Lothric, principe secondogenito: secondo boss del Castello di Lothric e Signore dei Tizzoni, il principe Lothric si rifiuta di vincolare la Fiamma ed è aiutato dal suo menomato fratello Lorian, che combatte stando sulle ginocchia e portando il fratellino sulle spalle. Il primogenito usa uno spadone infuocato, mentre il secondogenito magie della luce e può curare entrambi. Si possono evocare Sirris dei Regni della Penombra e Orbeck di Vinheim se si sono completate le loro quest.
- Anima dei Tizzoni: boss finale del gioco, presente nel Santuario della Prima Fiamma. Si tratta della reincarnazione di tutti coloro che hanno vincolato il fuoco e infatti combatte trasformando la sua arma (spada, scimitarra, catalizzatore e lancia) e usando tutti i tipi di incantesimo (stregoneria, miracolo e piromanzia). Una volta sconfitto, trasforma definitivamente la sua arma in uno spadone e acquisisce lo stile di combattimento e i miracoli di Lord Gwyn (anche la colonna sonora è ripresa dal boss finale del primo Dark Souls). Si può evocare Yuria di Londor, se si ha completato la sua missione.

## Personaggi
- Guardiana del Fuoco: uno dei primi personaggi che si incontrano nel gioco. Oltre ad essere la guardiana del fuoco dell'Altare del Vincolo, ha il potere di far salire di livello il personaggio con la giusta quantità di anime. Se si recupera l'Anima della Guardiana del Fuoco sulla cima dell'Altare del Vincolo e gliela si dona, acquisirà il potere di risanare il Simbolo oscuro nel caso si venisse marchiati. Se le si donano gli Occhi di una Guardiana del Fuoco (recuperabili dietro un muro illusorio alle Tombe dimenticate) è possibile, dopo aver sconfitto il boss finale, accedere a un altro tipo di finale, evocandola attraverso il suo simbolo di evocazione accanto al falò dell'arena. Doppiata da Olivia Mace.
- Ancella del Santuario: una vecchia signora presente nell'Altare del Vincolo e nelle Tombe dimenticate. Vende oggetti base ma, ottenendo e consegnandole varie ceneri oscure, il suo negozio si amplierà. Se la si uccide tornerà in vita ma aumenterà i prezzi delle sue merci. Doppiata da Carolyn Pickles.
- Andre il fabbro: fabbro dell'Altare del Vincolo e personaggio già presente alla Chiesa dei non morti nel primo Dark Souls. Potrà potenziare e migliorare armi e scudi e aumentare la quantità di Fiaschette d'Estus portandogli delle schegge di quest'ultime. Portandogli dei carboni particolari potrà infondere le armi con poteri speciali. Come l'Ancella è immortale e tornerà in vita se ucciso, ma non offrirà più il suo aiuto fino alla prossima partita o fino a quando il protagonista non si farà assolvere dalla dèa del peccato Velka. Doppiato da Sean Barrett.
- Ludleth di Courland: personaggio presente nell'Altare del Vincolo e uno dei cinque Signori dei Tizzoni. Si tratta dell'unico Signore già seduto sul suo trono e non ostile e, una volta datagli la Fornace per il Trasferimento (ottenibile uccidendo Granbosco), potrà tramutare le anime dei boss in armi o oggetti unici. È possibile ucciderlo durante il gioco per recuperare l'anello del teschio oppure compiere il rito per raggiungere La Fornace della Prima Fiamma; questo lo farà infatti morire bruciato sul suo trono per il resto della partita. Se Ludleth muore prima che gli venga consegnata la Fornace per il Trasferimento, non sarà più possibile tramutare le anime dei boss fino alla prossima partita. Doppiato da Roger Ringrose.
- Hawkwood il disertore: cavaliere situato all'Altare del Vincolo e disertore della Legione dei non-morti di Farron. Un personaggio dal carattere prevalentemente pessimista, fiducioso del fatto che le Fiamme Sopite siano niente in confronto ai Signori dei Tizzoni. È possibile combatterlo attaccandolo e facendolo diventare ostile. Se il giocatore recupera le Pietre del Drago sparse per il gioco, troverà un messaggio di Hawkwood lasciato ad Andre, che invita il giocatore ad incontrarlo nell'arena dove ha combattuto i Guardiani dell'Abisso poiché "solo uno può perseguire la via degli antichi draghi". Se lo si sconfigge, si otterrà l'ultima Pietra del Drago. Doppiato da Blake Ritson.
- Emma, Alta Sacerdotessa: personaggio che viene incontrato la prima volta a Lothric, che consegnerà la bandiera per accedere all'Insediamento dei non morti. Oltre alla bandiera, consegnerà il sigillo per accedere al patto della Via Blu e, in seguito, anche il Catino votivo per accedere al Castello di Lothric. È possibile ucciderla in qualunque momento, anticipando in tal modo l'incontro con la Danzatrice e l'accesso al Castello. Doppiata da Joan Blackham
- Greirat dell'insediamento di non morti: personaggio rinchiuso in una cella a Lothric. Una volta liberato, chiederà alla Fiamma Sopita di consegnare un anello a una donna di nome Loretta all'Insediamento dei non morti in cambio dei suoi servigi. Una volta ottenuti questi, venderà oggetti e, in alcune occasioni, lo si potrà mandare a perlustrare alcune zone per ottenere oggetti nuovi, con la possibilità che muoia durante la perlustrazione. Doppiato da Stephane Cornicard.
- Yoel di Londor: pellegrino che viene incontrato la prima volta all'ombra delle mura del castello di Lothric, in mezzo ai cadaveri di altri pellegrini. Se si accetta di avere i suoi servigi, fornirà la possibilità di attingere al vero potere, marchiando il protagonista con il simbolo oscuro. Vende anche stregonerie di basso livello. Morirà una volta che il protagonista avrà sconfitto i Guardiani dell'Abisso. Doppiato da David Sterne.
- Eygon di Carim: personaggio che compare all'Insediamento dei non-morti, nella strada che porta alla torre del gigante arciere. Si tratta di un cavaliere del regno di Carim, equipaggiato con le attrezzature di Morne. Tiene rinchiusa Irina di Carim dentro una cella ma, una volta liberatala, dirà al protagonista che sarà suo alleato fino a che non proteggerà la fanciulla. Può essere evocato nello scontro con l'Armatura dell'Ammazzadraghi, ma così facendo lo si ritroverà morto nella cella in cui precedentemente si trovava Irina. Si scontrerà contro il giocatore se questi farà impazzire Irina, nel tentativo di proteggerla, vicino all'arena del giudice Gundyr nel Cimitero della Cenere. Doppiato da Grahame Fox.
- Irina di Carim: giovane fanciulla rinchiusa in una cella all'Insediamento dei non-morti, liberabile comprando la Chiave della tomba dall'Ancella del Santuario. Una volta liberata, si sposterà all'Altare del Vincolo come venditrice di miracoli. Se le si comprano tutti i miracoli positivi diverrà una Guardiana del Fuoco e si sposterà alla base della Torre della campana, fuori dall'Altare del Vincolo; se invece si acquistano tutti quelli negativi impazzirà e verrà protetta da Eygon, che la sposterà vicino all'ingresso dell'arena di Gundyr, il giudice. Doppiata da Sarah Beck Mather.
- Cornyx della Grande Palude: un piromante della Grande Palude rinchiuso in una gabbia all'Insediamento dei non-morti. Una volta liberato, si sposterà all'Altare del Vincolo come venditore di piromanzie. Lo si può attaccare in qualunque momento, facendolo diventare ostile. Doppiato da John Rowe.
- Siegward di Catarina: È trovabile la prima volta alla torre dell'arciere gigante dell'Insediamento dei non-morti. Si tratta di un guerriero proveniente da Catarina, vestito con una buffa armatura, armato dello spadone "Signore delle Tempeste" (seconda copia dello spadone ammazza-giganti) e caro amico di Yhorm, il gigante. Lo si può incontrare spesso durante il gioco e se gli si parla ogni volta, interverrà contro il gigante facilitando lo scontro, con la possibilità che muoia al termine di quest'ultimo. Doppiato da Miles Richardson.
- Yuria di Londor: donna sinistra facente parte degli Spettri Oscuri ed una delle tre sorelle fondatrici della Chiesa Nera di Londor, che apparirà all'Altare del Vincolo dopo aver attinto 5 volte al vero potere da Yoel. La sua trama è collegata con l'ottenere il finale segreto, dato che sarà lei a guidare la Fiamma Sopita nel diventare il nuovo Signore Oscuro. Vende oggetti particolari, anelli e stregonerie di basso livello. Durante il gioco darà dei bersagli al giocatore chiedendogli di eliminarli, ricompensandolo di volta in volta. Doppiata da Pooky Quesnel.
- Leonhard, il dito anulare: personaggio che apparirà all'Altare del Vincolo dopo essersi teletrasportati la prima volta a Lothric e membro del patto delle Dita di Rosaria. Durante il gioco ruberà l'anima di Rosaria per proteggerla dal protagonista, se questo si unisce al patto e dona a Rosaria delle lingue pallide, diventando ostile e fuggendo ad Anor Londo; è possibile ucciderlo per recuperare l'anima e ridare la vita a Rosaria. Doppiato da Edward Bennet.
- Anri di Astora: personaggio che appare per la prima volta al falò antecedente il Bosco dei Crocefissi. Ha la caratteristica di cambiare sesso in base a quello del personaggio principale (sarà femmina se il protagonista è maschio e viceversa), ed è un tassello fondamentale per ottenere uno dei quattro finali. In alcuni momenti del gioco è accompagnato/a da Horace il muto. Doppiato/a da Adam Sopp (se maschio) e Lucy Briggs-Owen (se femmina).
- Horace il muto: compagno di viaggio di Anri e personaggio dal carattere molto riservato, tanto che si limiterà ad emettere dei versi di disprezzo piuttosto che parlare. Ad un certo punto del gioco finirà separato da Anri, e lo si potrà ritrovare nel Lago Ardente, vuoto e ostile. Doppiato da Ryan Morris.
- Orbeck di Vinheim: stregone che si incontra per la prima volta nella Strada dei Sacrifici. Offrirà i suoi servigi solo se il personaggio ha almeno 10 alla caratteristica Intelligenza, e si sposterà all'Altare del Vincolo come maestro di stregonerie. Per farlo rimanere all'Altare del Vincolo sarà necessario portargli diversi "insegnamenti" sotto forma di pergamene; se gli si compreranno tutti gli incantesimi se ne andrà agli Archivi Reali di Lothric, dove sarà possibile trovare il suo cadavere. Doppiato da Brendan Patricks.
- Sirris dei Regni della Penombra: guerriera facente parte del patto delle Lame della Luna Oscura. Compare all'Altare del Vincolo relazionandosi col protagonista in base ad alcune azioni compiute durante il gioco, decidendo quindi se essergli alleata o avversaria. Doppiata da Lillie Flynn.
- Creighton il Viandante: personaggio già apparso in Dark Souls 2. È un presunto assassino originario delle terre di Mirrah, dove fu incarcerato per i suoi crimini ma riuscì a fuggire. Apparirà durante la questline di Sirris, invadendone il mondo come spirito oscuro, e il protagonista verrà chiamato in aiuto dalla guerriera contro di lui. Se una volta sconfitto, il giocatore parla a Sirris all'Altare del Vincolo, ella affermerà che Creighton era entrato a far parte del patto delle Dita di Rosaria, ovvero i suoi acerrimi nemici. In seguito invaderà anche il mondo del giocatore, e sconfiggendolo nuovamente si otterrà la sua ascia.
- Patches l'Indistruttibile: personaggio ricorrente nella serie. Scaltro e bugiardo, cercherà alla prima occasione di uccidere il protagonista per depredare il suo cadavere. Incontrandolo di nuovo cercherà di scusarsi e, se il protagonista deciderà di perdonarlo, diventerà un mercante all'Altare del Vincolo. Doppiato da William Vanderpuye.
- Hodrick, il cavaliere sacro: un cavaliere completamente pazzo, che si incontrerà la prima volta all'Insediamento dei non-morti come invasore ostile e come personaggio interagibile al Pozzo dei Vacui, prima di uccidere il boss Granbosco. È il nonno di Sirris dei Regni della Penombra, ma la nipote cercherà di evocare il protagonista per farsi aiutare a ucciderlo a causa della sua follia scaturita dalla vacuità. Se si raggiunge la sua location dopo aver ucciso Granbosco, non sarà più possibile interagirvi e renderà impossibile ottenere l'accesso al Patto dei Creatori di Tumuli fino alla fine della questline di Sirris. Doppiato da Sean Barrett
- Karla: un'incantatrice dedita alla magia oscura rinchiusa in una cella alla Prigione di Irithyll. Se liberata si sposterà all'Altare del Vincolo come insegnante di piromanzie superiori e di stregonerie, miracoli e piromanzie oscure. Ricorda molto Yuria la Strega, personaggio apparso in Demon's Souls. Doppiata da Jenny Funnell.
- Yorshka, Capitano di Compagnia: sorellastra di Gwyndolin situata in cima a una torre raggiungibile percorrendo un ponte invisibile accanto al falò di Anor Londo. Parlandogli è possibile entrare a far parte del patto delle Lame della Luna Oscura. Doppiata da Martha Mackintosh

## Accoglienza

### Critica
| Testata                        | Versione | Giudizio |
| ------------------------------ | -------- | -------- |
| Metacritic (media al 06/01/22) | PC       | 89/100   |
| Metacritic (media al 06/01/22) | PS4      | 89/100   |
| Metacritic (media al 06/01/22) | XONE     | 87/100   |
| Destructoid                    | PS4      | 8.5/10   |
| Edge                           | PS4      | 9/10     |
| Famitsu                        | PS4/XONE | 38/40    |
| Game Informer                  | PS4      | 9.25/10  |
| GamesRadar+                    | PC       | 4.5/5    |
| GameRevolution                 | PS4      | 9/10     |
| Gamespot                       | varie    | 8/10     |
| IGN                            | PS4      | 9.5/10   |
| Multiplayer.it                 | PS4      | 9/10     |
| PC Gamer                       | PC       | 94/100   |
| Polygon                        | PS4      | 7/10     |

Dark Souls III ha ricevuto un'accoglienza positiva dalla critica, andando ad ottenere una media di valutazioni sul sito aggregatore di recensioni Metacritic pari a 89 su 100 per la versione PC, 89 su 100 per la versione PS4 e 87 su 100 per la versione Xbox One.
La testata giornalistica online italiana Multiplayer.it ha lodato soprattutto la longevità del titolo, i tempi di caricamento notevolmente ridotti rispetto agli altri souls-like, i boss ostici ma altamente spettacolari e il sistema di controllo del personaggio migliorato, pur sottolineando come l'intelligenza artificiale di alcuni nemici si riveli talvolta deludente e notando qualche lieve calo di frame rate nelle situazioni più concitate o visivamente piene:

### Vendite
In Giappone la versione per PlayStation 4 di Dark Souls III ha venduto oltre 200.000 copie nelle prime due settimane di commercializzazione. È stato il titolo più velocemente venduto nella storia di Bandai Namco Entertainment America, divenendo il prodotto più venduto nel primo giorno del rilascio. Il 10 maggio 2016 la Bandai Namco annunciò che Dark Souls III aveva raggiunto le 3 milioni di copie vendute in tutto il mondo, delle quali 500.000 in Giappone e Asia, 1,5 milioni in Nordamerica e un milione in Europa. Inoltre, Dark Souls III è stato il software più venduto in Nordamerica nel mese della sua messa in commercio. A maggio 2020 il gioco aveva venduto oltre 10 milioni di copie in tutto il mondo.

## Espansioni
Il giorno dopo l'uscita del gioco in occidente Bandai Namco ha annunciato che la prima espansione sarebbe arrivata nell'autunno successivo. Il 26 aprile 2016 Hidetaka Miyazaki, direttore di Dark Souls 3, ha rivelato che il secondo DLC del gioco non verrà pubblicato fino all'inizio del 2017.
Il 24 agosto 2016 viene svelato il titolo del primo DLC, Le Ceneri di Ariandel (Ashes of Ariandel), che è stato distribuito per tutte le piattaforme il 25 ottobre 2016.
Il 23 Gennaio 2017 viene svelato il titolo del secondo DLC, La Città ad Anelli (The Ringed City), che è stato pubblicato per tutte le piattaforme il 28 marzo 2017.